# Teoria dels sentiments morals
La Teoria dels sentiments morals (1759) és un llibre sobre ètica de l'economista i filòsof moral Adam Smith. Comença per l'exploració de totes les conductes humanes en les quals l'egoisme no sembla tenir un paper determinant, com assegurava Thomas Hobbes. El que s'exposa llavors és el procés de simpatia (o empatia), a través del qual un subjecte és capaç de posar-se en el lloc d'un altre, tot i que no n'obtingui benefici fent-ho.
Amb aquest fet es busca criticar la concepció de l'utilitarisme tal com apareix en Hume. El desenvolupament de l'obra porta al descobriment del «espectador imparcial», la veu interior que dictaria la propietat o impropietat de les accions. Aquest espectador imparcial pot associar-se al concepte de superjo, de Sigmund Freud. Al llarg de l'obra l'autor explica l'origen i funcionament dels sentiments morals: el ressentiment, la venjança, la virtut, l'admiració, la corrupció i la justícia. El resultat és una concepció dinàmica i històrica dels sistemes morals, en oposició a visions més estàtiques com les determinades per les religions. En termes filosòfics, la naturalesa humana estaria dissenyada per avançar finalitats o causes finals que no necessàriament són coneguts pels subjectes, que es guien per les causes eficients.